# Castrum

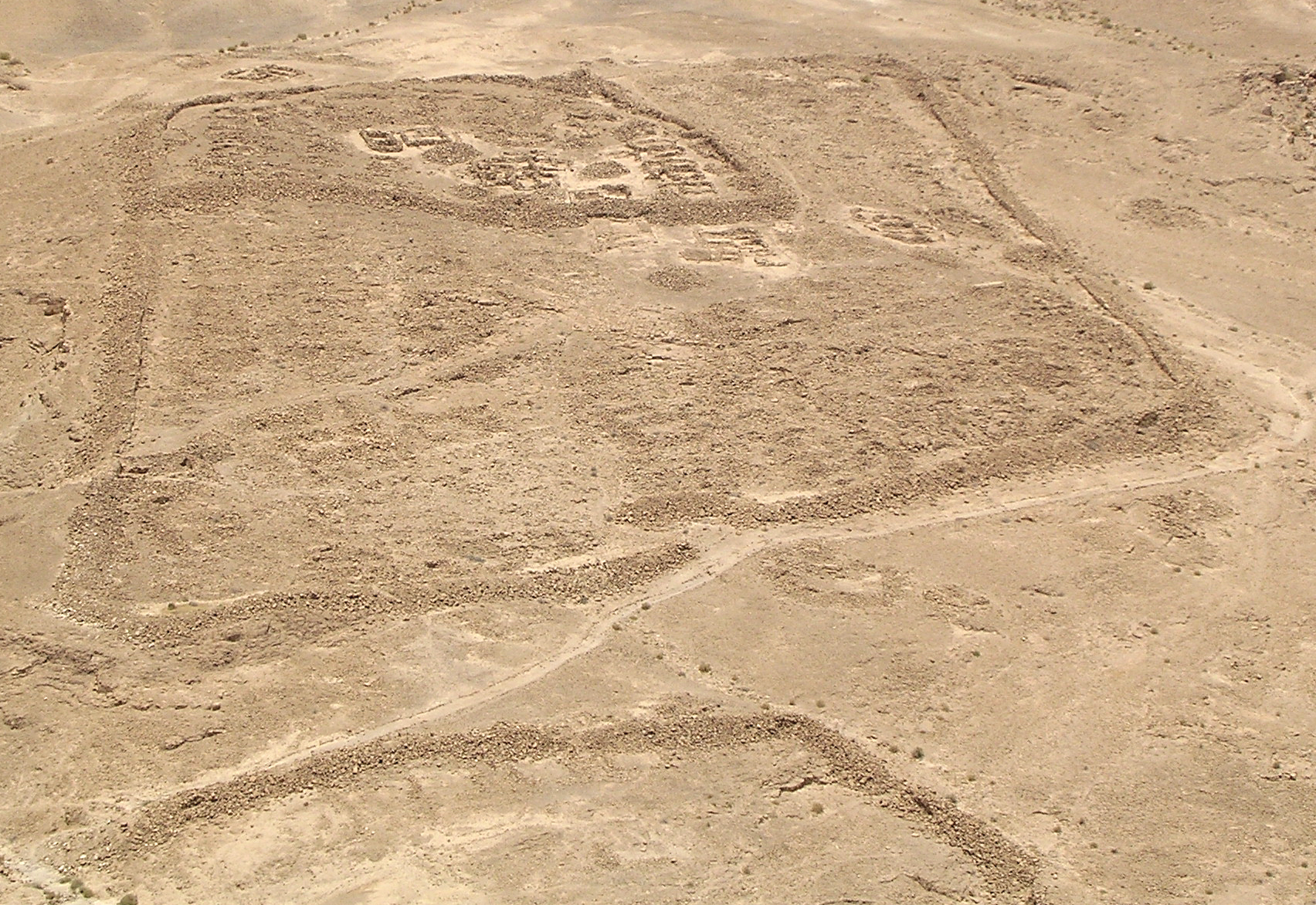
Ruin av castra i Masada.

Castrum (latin; plural castra, läger) användes av romarna som beteckning på en byggnad eller landområde som användes för militärt försvar. Då ordet förekommer i både oskiska, umbriska (italiska dialekter) och latin, stammar det troligen från indoeuropeiskan.
Ett castrum var vanligtvis fyrkantigt med en ingång på mitten vid var vägg. Dessa två vägar genom härlägret var ofta synonyma till cardo och decumanus maximus, likt hos en vanlig romersk nybebyggelse. 
En romersk här slog i regel läger vid nattens inbrott, vilket befästes med vall och grav. Lägret kunde även vara avsett för en längre tid; det kallades då ståndläger, castra stativa. Lägret var av den största betydelse i romarnas krigföring, och all omsorg användes för att det skulle uppfylla sitt ändamål.
Lägrets form och anordning var olika under olika tider. Från romartiden finns två beskrivningar över ett romerskt läger, den ena är av Polybios, från puniska krigens tid; den andra tillskrivs Hyginus (under Trajanus), men är sannolikt yngre, möjligen från början av 200-talet e. Kr. Dessutom har lämningar efter romerska läger upptäckts i Frankrike och av castella vid den befästa riksgränsen i Germanien. Även de militärkolonier, som anlades under kejsartiden, hade lägerform och ger således viktiga bidrag till frågan om lägrens utformning. Den här lämnade beskrivningen av ett romerskt läger är i huvudsak överensstämmande med Polybios beskrivning.
Polybioslägret – med omkring 636 meters sida – var avsett för en vanlig konsulshär av två legioner med rytteri, två flyglar för bundsförvanter med deras ryttare, tillsammans omkring 18 000 man fotfolk och 2 400 ryttare, samt hjälptrupper. Formen var kvadratisk. Vid lägrets utstakning bestämdes först platsen för fältherretältet, prætorium. Detta utmärktes med en vit fana, befälets kvarter med röda fanor och tältraderna med spjut. Framför fältherretältet gick via principalis (huvudgatan), som skilde lägrets främre del från den bakre. I den främre delen, som var störst, var platser anordnade i sexdubbla tältrader för legionernas rytteri och fotfolk (i dessas skilda avdelningar: hastati, principes och triarii) samt utanför dessa för bundsförvanterna. Parallellt med via principalis gick via quintana och vinkelrätt mot densamma via prætoria, som förde till den mot fienden vända porten, porta prætoria. Den motsatta porten hette porta decumana. Sidoportarna lågo i ändarna av via principalis. I bakre delen av lägret där högkvarteret befann sig, var närmast via principalis platser för befälet, nämligen tolv tribuner vid legionerna, två legater (ett slags generaladjutanter) och sex præfecti, såsom bundsförvanternas romerska officerare kallades. Till vänster om prætorium var torg- och samlingsplatsen, forum, med tribunalet, varifrån fältherren höll tal; till höger först stället för inhämtande av auspicier, augurale, därnäst platsen för intendentur och träng, quæstorium. I samma linje, mellan forum, quæstorium och vallen, låg utvalt fotfolk och därinnanför utvalt rytteri, vilka trupper var avsedda till ett slags livvakt. Parallellt med prætorium och de i linje med detta befintliga lägenheterna var, skilda av en nära 30 meter bred gata, kvarter för utvalt manskap av bundsförvanterna, extraordinarii. Mellan tälten och vallen var ett mellanrum, nära 60 meter brett. Detta användes till förvaring av byte med mera och underlättade för de särskilda truppavdelningarna marschen till och från kvarteren. Det var också avsett att skydda tälten mot fiendens kastvapen och mot eldfara utifrån. Tälten var av läder och avsedda för 10 man (av dem två på vakt); i vinterkvarteren hade man baracker. Utanför vallen eller vid portarna var de lätta trupperna (velites) i legionerna lägrade. Bevakningstjänsten var såväl dag- som natt-tjänst, och till densamma användes dels förposter och patruller, dels vaktposter på bestämda ställen inom lägret, till exempel vid befälets tält. Natten var indelad i fyra vigiliæ, varför således vaktombyte skedde var tredje timme.
Av detta framgår hur romarna sökte anordna lägret med avseende på största möjliga säkerhet för trupperna samt på snabbheten i rörelser och lättheten att finna rätt på kvarteren. Grunddragen i lägren bibehölls, men i samma mån som truppernas indelning förändrades och främmande beståndsdelar tillkom, blev naturligtvis lägrets inrättning underkastad ändringar, men den gamla planen kan i sina grunddrag återfinnas även i kejsartidens läger.
Det av Hyginus beskrivna lägret skilde sig i flera hänseenden från det polybianska. Det hade rektangulär form, med långsidorna 1/3 längre än fram- och baksidorna. Truppernas inkvartering var olika mot tidigare, såsom naturligt var då skillnaden mellan romerska medborgare och italiska bundsförvanter upphört och legionen blivit annorlunda indelad.